# 王汧
王汧，字匯川，山西人，清朝官員。貢生出身。

## 生平
王汧於1724年（雍正2年）擔任台灣府淡水捕盜同知。台灣府淡水捕盜同知又稱淡水同知，為台灣清治時期的重要地方官員，官職品等為正五品，專司北台灣內政，為駐守於淡水廳的地方父母官。因為當時淡水廳管轄區域約今台灣基隆至新竹，因此實為北台灣的統治者。
他的主要貢獻為確定「以撫代剿」之原住民政策，1726年曾參與「骨宗事件」的水沙連之役，擔任北軍參將何勉的先鋒部隊。
針對平埔族，上書御史尹泰，設置各「番社」社田，依規模大小設置五百甲至三百甲，以為耕獵之地，各立界碑。除此之外草地，才可悉令招墾。